# Sirkovo
Sirkovo (makedonska: Сирково) är en ort i Nordmakedonien. Den ligger i kommunen Rosoman, i den centrala delen av landet, 70 kilometer sydost om huvudstaden Skopje. Sirkovo ligger 270 meter över havet och antalet invånare är 775.